# Im Si-wan
Im Si-wan, znany powszechnie jako Siwan (kor. 임시완; ur. 1 grudnia 1988 w Pusan) – południowokoreański piosenkarz i aktor, członek zespołu ZE:A. Jako aktor najbardziej znany jest z roli w filmie Byeonhoin (2013) oraz z serialu telewizyjnym Misaeng (2014).

## Życiorys
Im Woong-jae urodził się 1 grudnia 1988 roku w Pusanie. Legalnie zmienił swoje imię z Woong-jae na Si-wan przed swoim debiutem. Ukończył Woosong Information College.
W 2017 roku podpisał kontrakt z Plum Entertainment.
11 lipca 2017 roku rozpoczął obowiązkową służbę wojskową, z której został zwolniony 27 marca 2019 roku. Im został wyznaczony na asystenta instruktora rekrutów ze względu na swoje dobre wyniki.
11 lutego 2023 roku miał swój pierwszy solowy koncert dla fanów. Wydarzenie nosiło nazwę "YIM Siwan 2023 'WHY I AM in SEOUL'".

## Dyskografia
Single
| Rok  | Tytuł              | Album |
| ---- | ------------------ | ----- |
| 2014 | „But Still.. So..” | –     |
| 2017 | „My Heart”         | –     |

## Filmografia

### Filmy
| Rok  | Tytuł                    | Rola                    |
| ---- | ------------------------ | ----------------------- |
| 2013 | Incomplete Life: Prequel | Jang Geu-rae            |
| 2013 | Byeonhoin                | Park Jin-woo            |
| 2014 | Rio 2                    | Blu (koreański dubbing) |
| 2016 | A Melody to Remember     | Han Sang-ryul           |
| 2017 | One Line                 | Min-jae                 |
| 2017 | Bezlitosny               | Jo Hyun-soo             |
| 2022 | Protokół bezpieczeństwa  | Jin-seok                |
| 2023 | Zgubiony telefon         | Joon-young              |
| 2023 | Boston 1947              | Suh Yun-bok             |

### Seriale
| Rok     | Tytuł                   | Rola                                       |
| ------- | ----------------------- | ------------------------------------------ |
| 2010    | Geomsa princess         | mężczyzna w klubie (cameo, odc. 2)         |
| 2010    | All About Marriage      | stażysta (cameo, odc. 18)                  |
| 2010    | Gloria                  | stażysta (cameo, odc. 11, 14)              |
| 2012    | Haereul pum-eun dal     | Young Heo-yeom                             |
| 2012    | Jeogdo-ui namja         | młody Lee Jang-il                          |
| 2012    | Standby                 | Im Si-wan                                  |
| 2012    | Eungdaphara 1997        | ROTC Seoul man (cameo, odc. 4)             |
| 2013    | A Bit of Love           | młody Jeong Woo-sung                       |
| 2013    | Waiting for Love        | Jung Jin-kook                              |
| 2014    | Triangle                | Jang Dong-woo / Yoon Yang-ha               |
| 2014    | Misaeng                 | Jang Geu-rae                               |
| 2016    | My Catman (Web drama)   | Ji-baek                                    |
| 2017    | Wang-eun saranghanda    | Wang Won                                   |
| 2019    | Tain-eun jiog-ida       | Yoon Jong-woo                              |
| 2020    | Run On                  | Ki Seon-gyeom                              |
| 2022    | Teureiseo               | Hwang Dong-joo                             |
| 2022    | Seoreun, Ahop           | Im Si-wan (cameo, odc. 10)                 |
| 2022    | Summer Strike           | Ahn Dae-beom                               |
| 2023    | Missing: The Other Side | tajemniczy mężczyzna (cameo, s. 2 odc. 14) |
| 2024–25 | Squid Game              | Lee Myung-gi (333)                         |